# Brasão de São Paulo
O Brasão da cidade de São Paulo é o símbolo de São Paulo, município do estado de São Paulo, Brasil.

## Descrição
O símbolo é formado por um escudo com um braço empunhando a bandeira da cruz de Cristo usada pelos navegantes portugueses simbolizando a fé cristã. Sobre ele, há uma coroa de cinco torres visíveis (sendo 8 no total), símbolo de uma capital de estado. As laterais são adornadas por ramos de café: o principal fator da economia paulista na época.

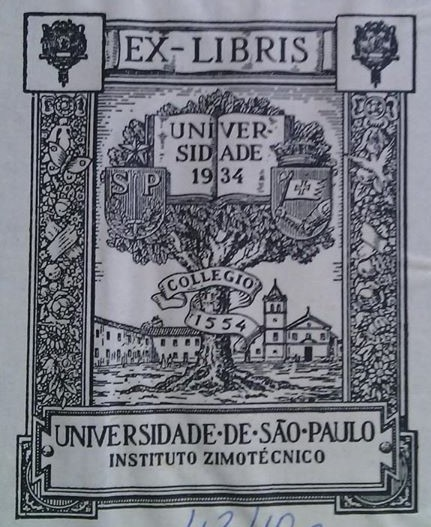
O Brasão compondo o Ex libris da Universidade de São Paulo.

A divisa NON DVCOR DVCO quer dizer Não sou conduzido, conduzo, e valoriza a independência das ações desenvolvidas pela cidade e seu papel de liderança no estado e no país.
Criado em 1917, durante o governo municipal de Washington Luís, o concurso público instituído em 8 de março para escolha do brasão teve como vencedor o desenho do poeta Guilherme de Almeida e de José Wasth Rodrigues.
O uso do brasão foi restabelecido pela Lei Municipal 3 671, de 9 de dezembro de 1947, após ter sido suspenso, assim como outros símbolos municipais e estaduais, pelo governo federal durante o Estado Novo. O descrição do brasão foi alterada pela primeira vez pela lei municipal 8.129, de 2 de outubro de 1974, que acrescentou à descrição oito torres em relação às quatro originais, assim como duas janelas.
O brasão da cidade de São Paulo, foi redesenhado e reestilizado para correção de uma falha em termos de leis internacionais de heráldica, a pedido do prefeito Jânio Quadros em 1986, e foi instituído em 6 de março de 1987. Desde então a definição dos símbolos não foi alterada, apenas as normas de seu uso foram complementadas por leis subsequentes. A lei atualmente em vigor que regulariza os símbolos municipais é a 14472 de 2007.

## Versões anteriores

Brasão de 1917
Brasão de 1974

### Até 1917

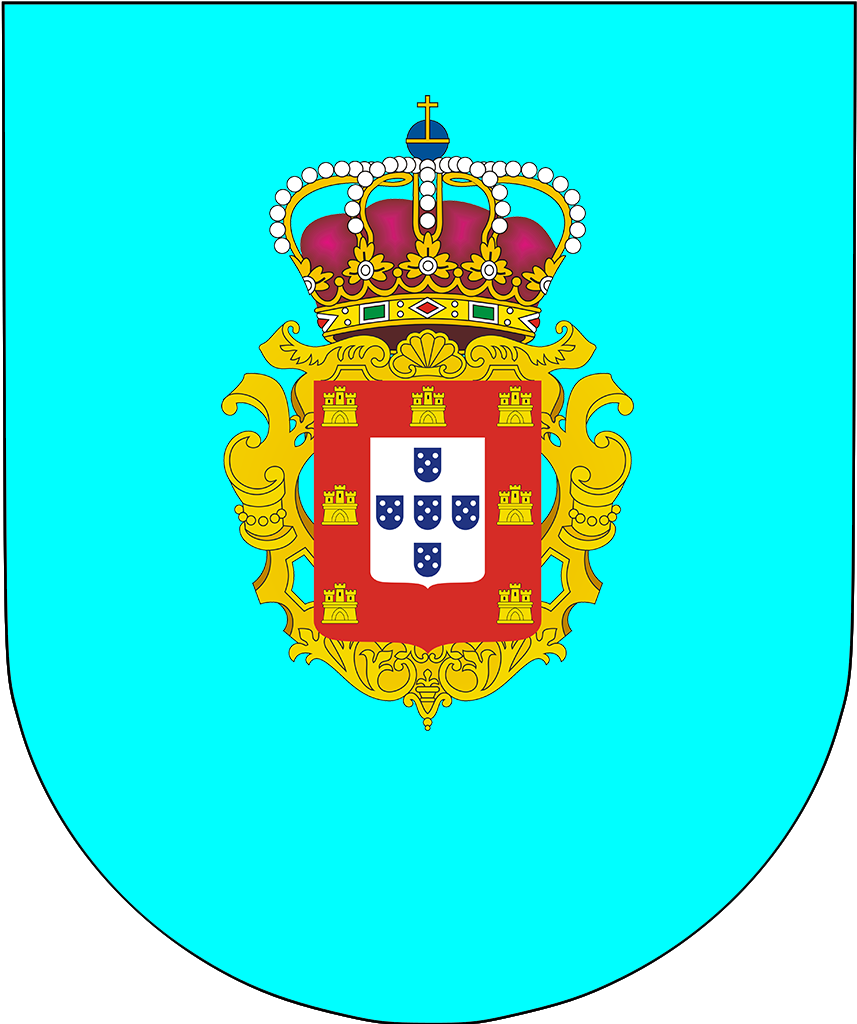
Brasão provisional utilizado por São Paulo até 1917.

Até 1917 São Paulo não possuía exatamente o que se pode considerar um verdadeiro brasão de armas. Existia uma espécie de "símbolo provisional", utilizado por todas as municipalidades do Império Português, enquanto estas não adotavam armas definitivas para a localidade. O Museu do Ipiranga possui uma versão desse brasão em exposição. Símbolos similares eram utilizados nas cidades históricas de Goiás e Minas Gerais, como Goiás (Goiás Velho), Diamantina, Tiradentes, Mariana e Sabará (ver brasão do município de Sabará, como exemplo).